# 百合が原駅

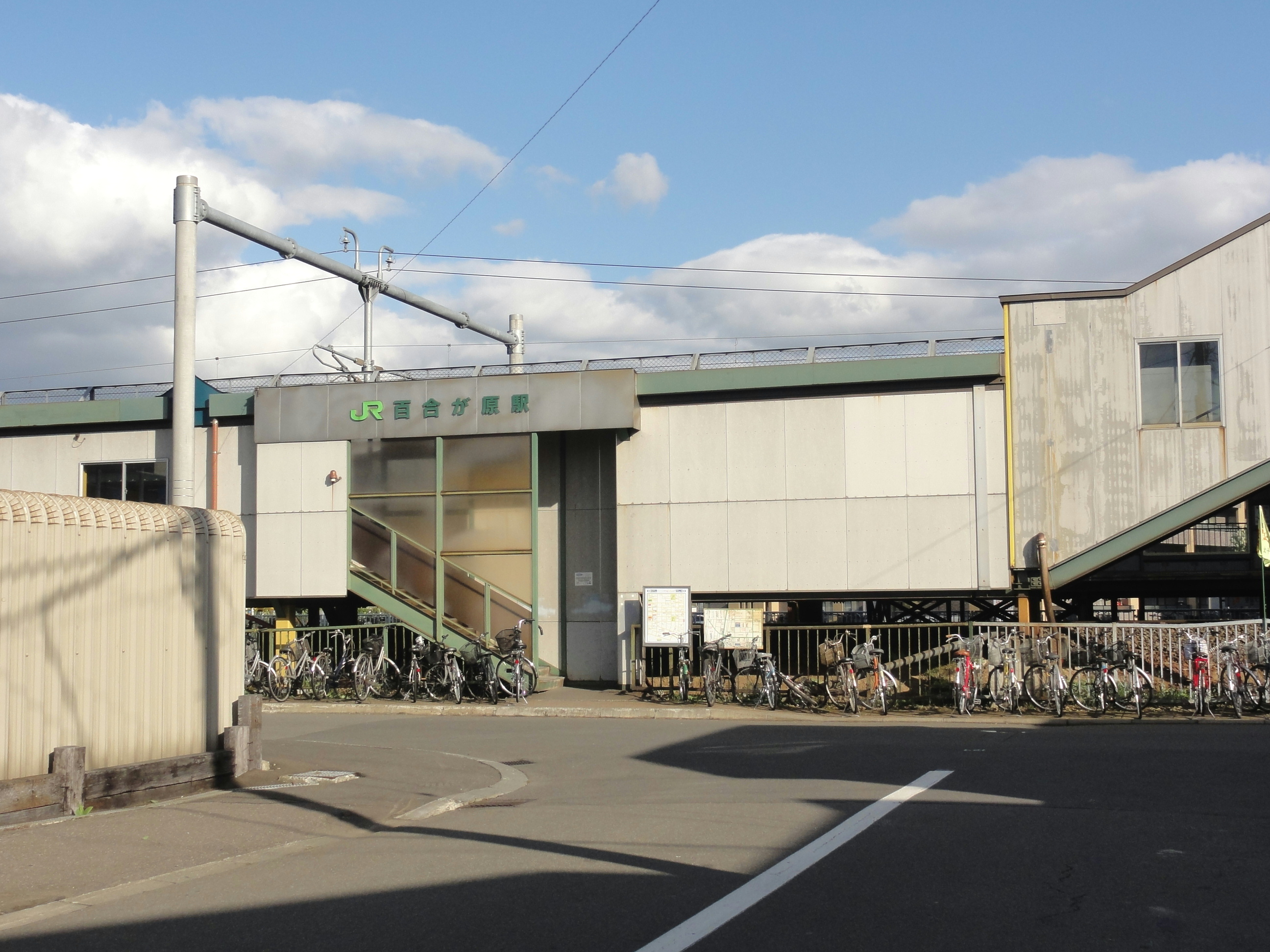
西口（2012年10月）

百合が原駅（ゆりがはらえき）は、北海道札幌市北区百合が原5丁目にある北海道旅客鉄道（JR北海道）札沼線（学園都市線）の駅である。駅番号はG07。事務管理コードは▲110225。電報略号はユリ。

## 歴史
1986年（昭和61年）6月28日 - 8月31日に百合が原公園で開催された全国都市緑化フェア「'86さっぽろ花と緑の博覧会」に合わせ、札幌市の負担により博覧会期間中の臨時乗降場として設置された。しかし、住民から常設化の要望があったことと、周辺の宅地化が進行中で相応の利用者数も見込まれたため、閉会後も引き続き臨時乗降場として営業を継続し、翌年の国鉄分割民営化に伴い、正式に駅に昇格した。

### 年表
- 1984年（昭和59年）11月5日：札幌市が都市緑化フェア開催準備の一環として百合が原公園周辺への臨時駅設置を国鉄に要請[3]。
- 1985年（昭和60年）4月19日：全国都市緑化さっぽろフェア実行委員会が新琴似-篠路間百合が原公園周辺への臨時駅設置を国鉄に要請[3]。
- 1986年（昭和61年）
  - 1月16日：臨時乗降場新設工事協定を締結[3]。
  - 3月27日：国鉄が臨時乗降場建設に関する鉄道用地使用を承認[3]。
  - 4月10日：臨時乗降場着工[3]。
  - 6月28日：日本国有鉄道（国鉄）札沼線の百合が原臨時乗降場として新設[4][報道 1][報道 2]。旅客のみ取扱い[5]。
    - 当時は桑園駅の管轄下に置かれ[2]、駅員無配置駅扱いであったが[5]、隣接地にコンテナ改造の乗車券販売所を設置し、職員を札幌駅営業開発センターから派遣の上で切符の販売などを行った[2]。また、テントにて国鉄直営店「ポプラ」を開設し、苗穂機関区の余剰人員により、記念乗車券や国鉄手作り商品を販売した[2]。
- 1987年（昭和62年）4月1日：国鉄分割民営化に伴い、JR北海道の駅となる[1]。同時に旅客駅に昇格し、百合が原駅となる[1]。
- 1991年（平成3年）3月16日：札沼線に「学園都市線」の愛称を設定[報道 1][報道 2][6]。
- 1995年（平成7年）3月16日：札沼線（学園都市線）のうち、当駅を含む太平駅 - 篠路駅間が複線化[1]。同時にホームが増設され、跨線橋が設置される[7]。
- 1999年（平成11年）7月13日：自動改札機を設置し、供用開始[8]。
- 2000年（平成12年）：札沼線（学園都市線）のうち、当駅を含む桑園駅 - 石狩月形駅間に自動進路制御装置 (PRC) を導入[9]。
- 2007年（平成19年）10月1日：駅番号設定（G07）[報道 3]。
- 2008年（平成20年）10月25日：ICカード「Kitaca」使用開始[報道 4]。
- 2012年（平成24年）6月1日：札沼線（学園都市線）のうち、当駅を含む桑園駅 - 北海道医療大学駅間が電化（交流20,000V・50Hz）[報道 5][報道 6]。

### 駅名の由来
百合が原公園の名称から。

## 駅構造
相対式ホーム2面2線（ホーム長：135m）を持つ地上駅。
桑園駅管理の無人駅。簡易自動券売機、簡易自動改札機（磁気券・Kitacaともに対応）設置。Kitacaの利用が可能であるが、カードの販売は行わない。

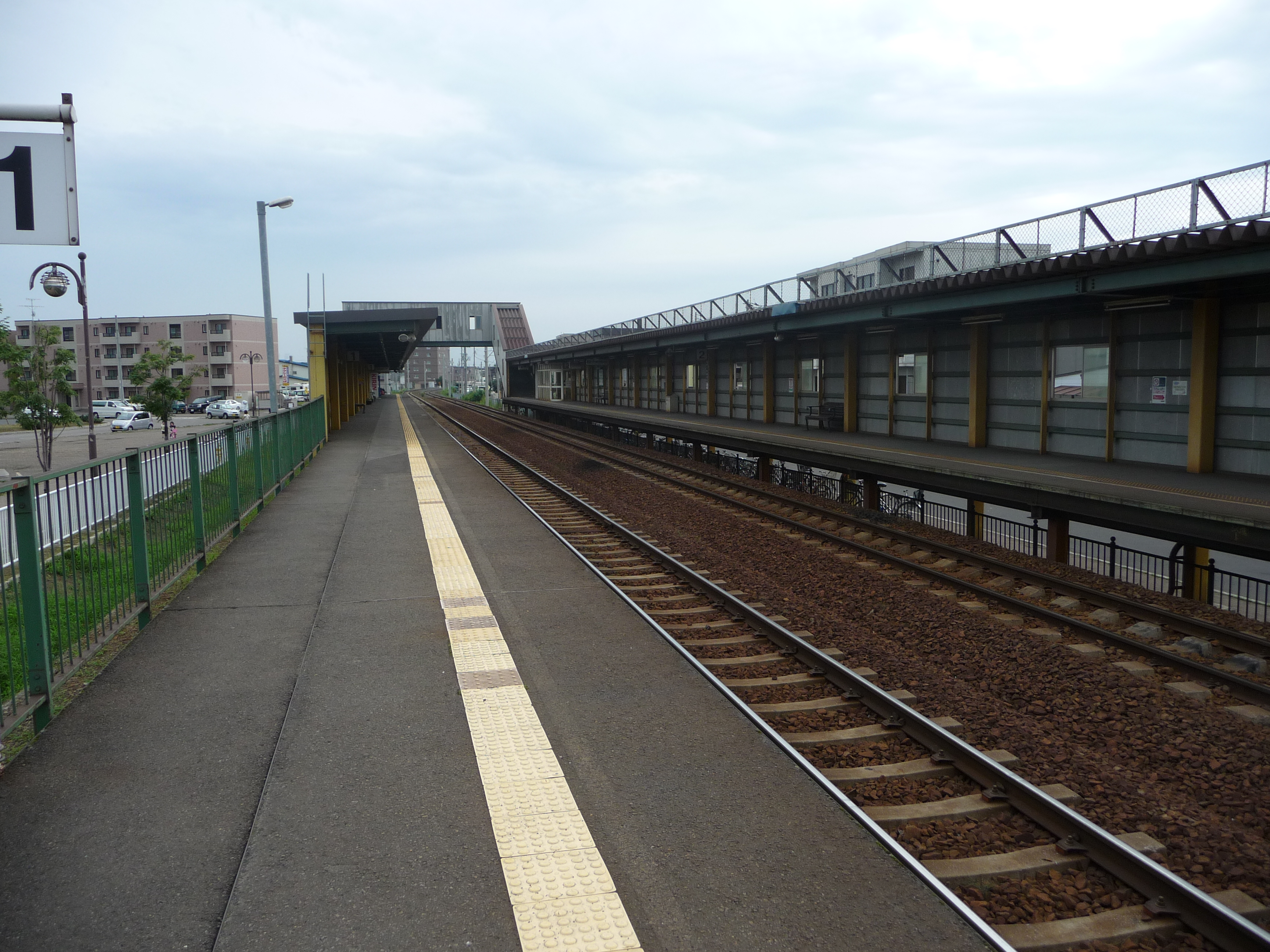
ホーム（電化前） （2010年8月）

| 番線 | 路線                  | 方向 | 行先                             |
| ---- | --------------------- | ---- | -------------------------------- |
| 1    | ■札沼線（学園都市線） | 上り | 札幌・新千歳空港方面             |
| 2    | ■札沼線（学園都市線） | 下り | あいの里公園・北海道医療大学方面 |

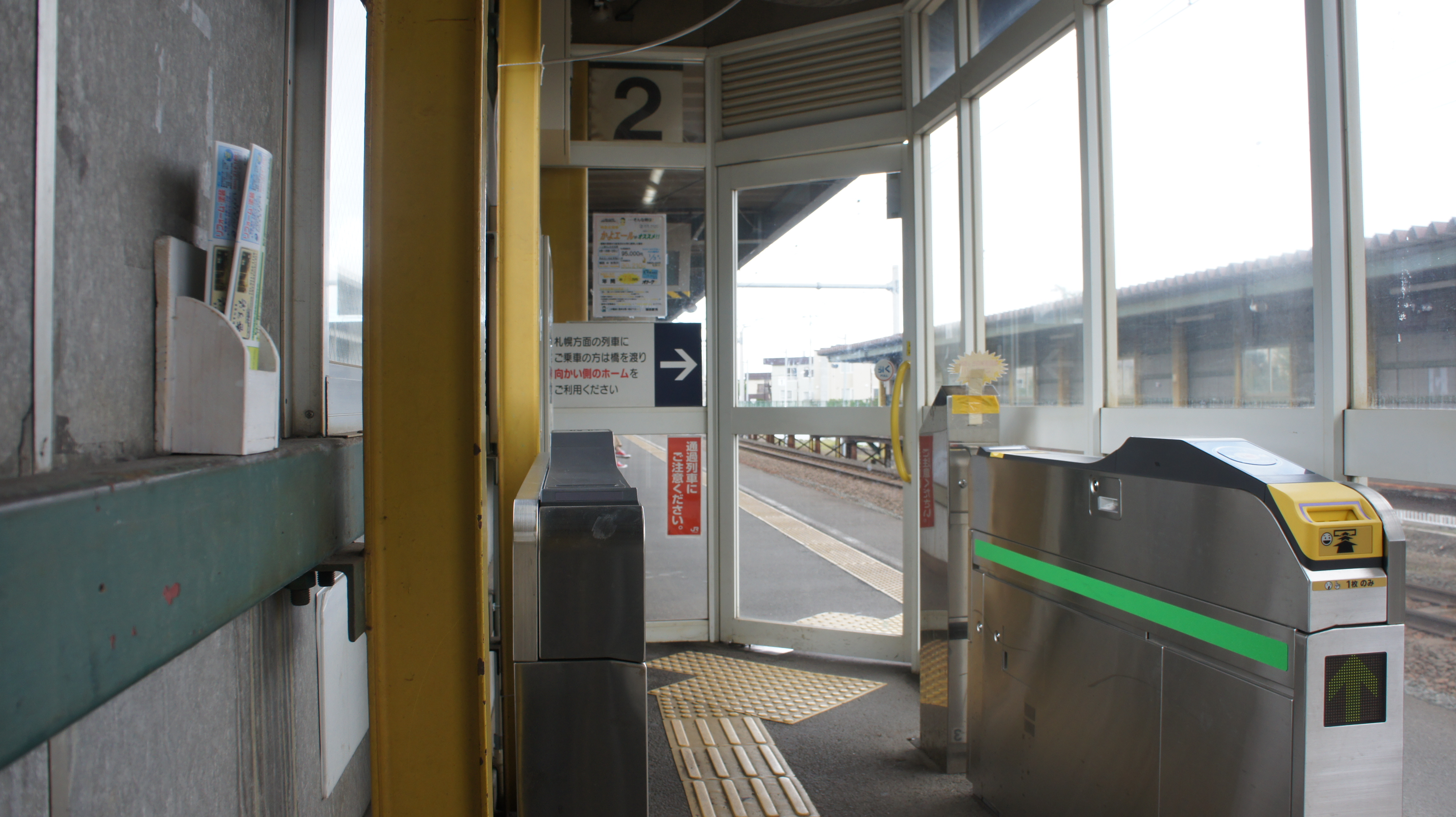
西口改札（2018年10月）
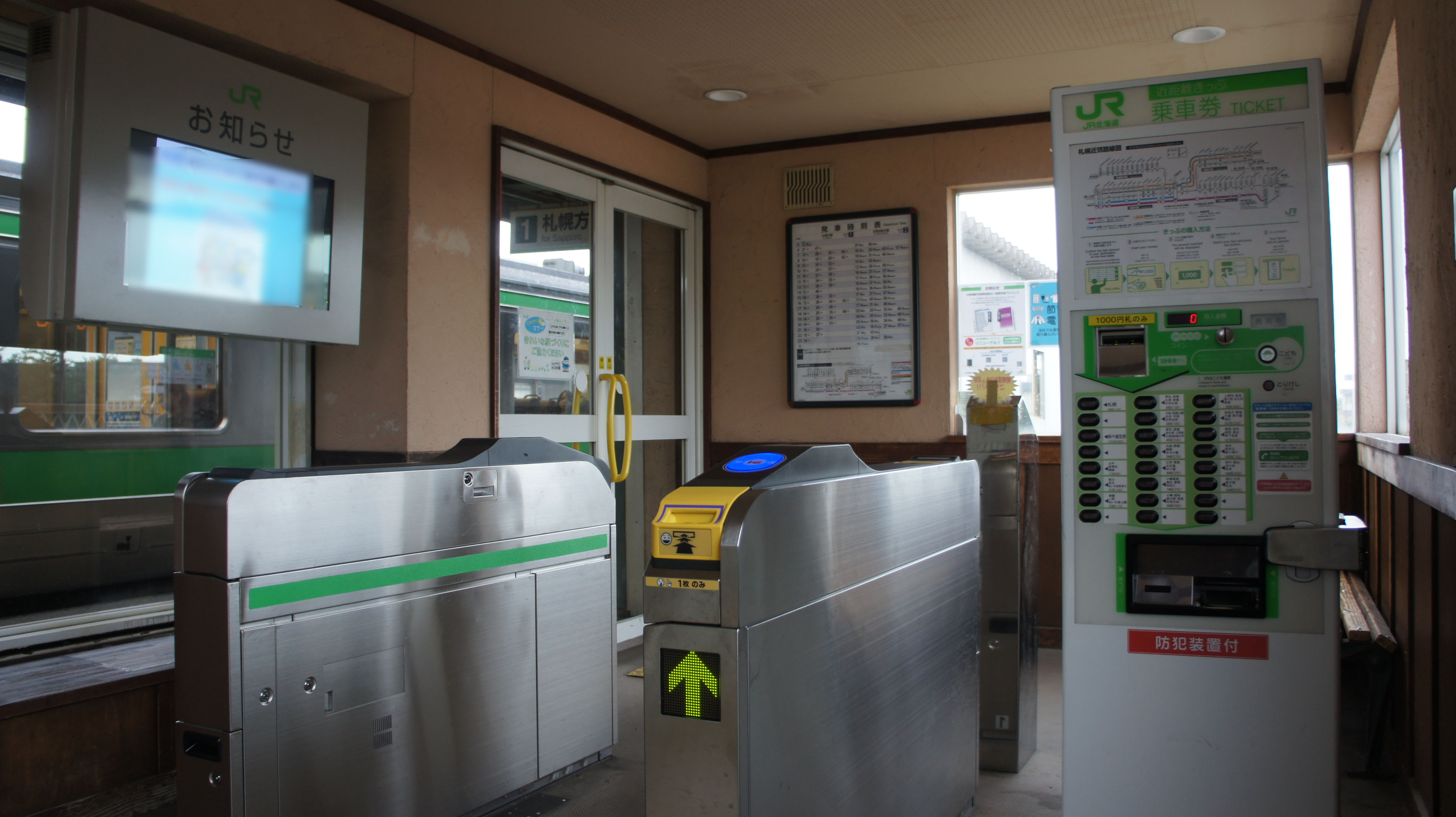
東口改札（2018年10月）
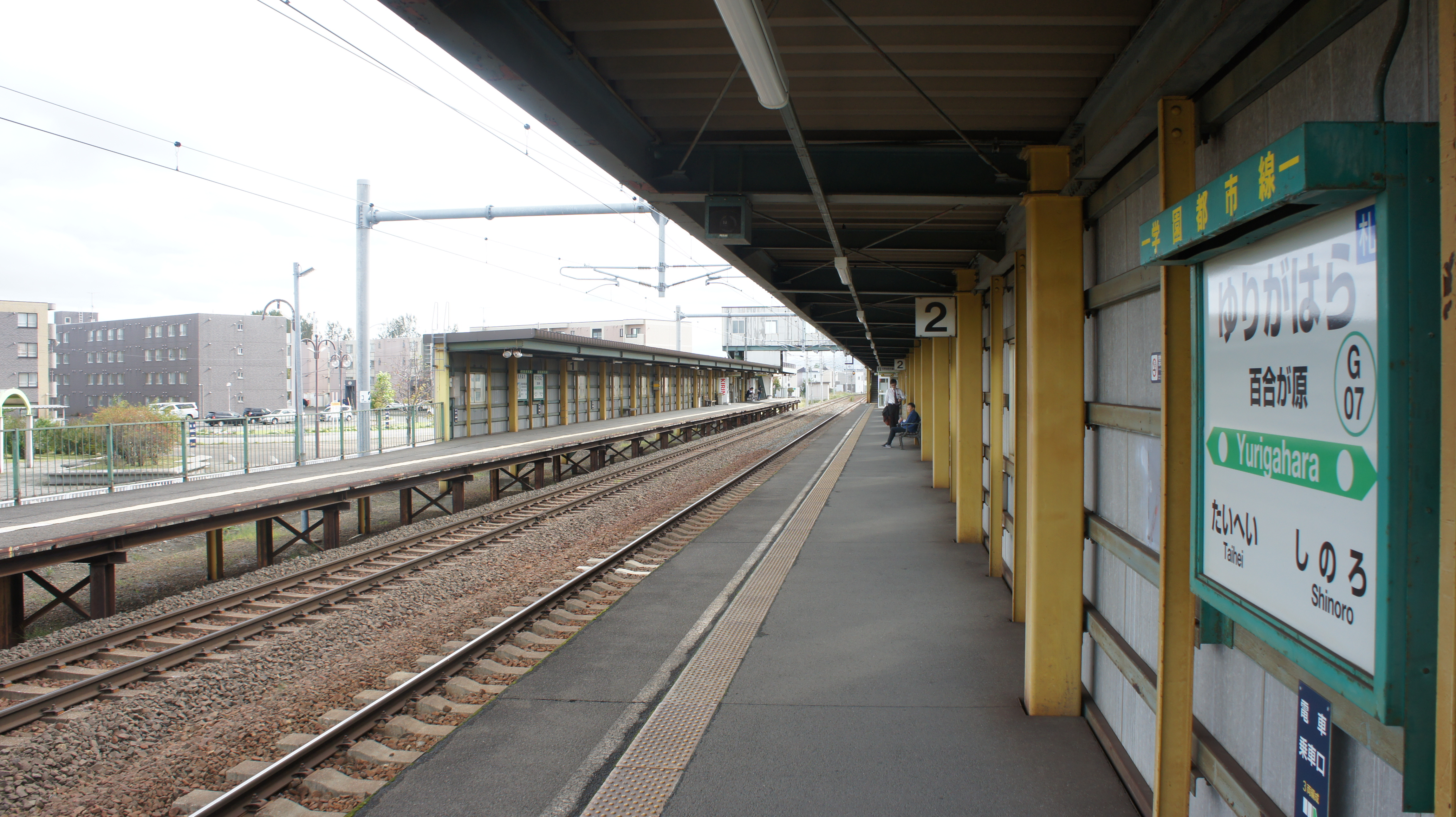
ホーム（2018年10月）
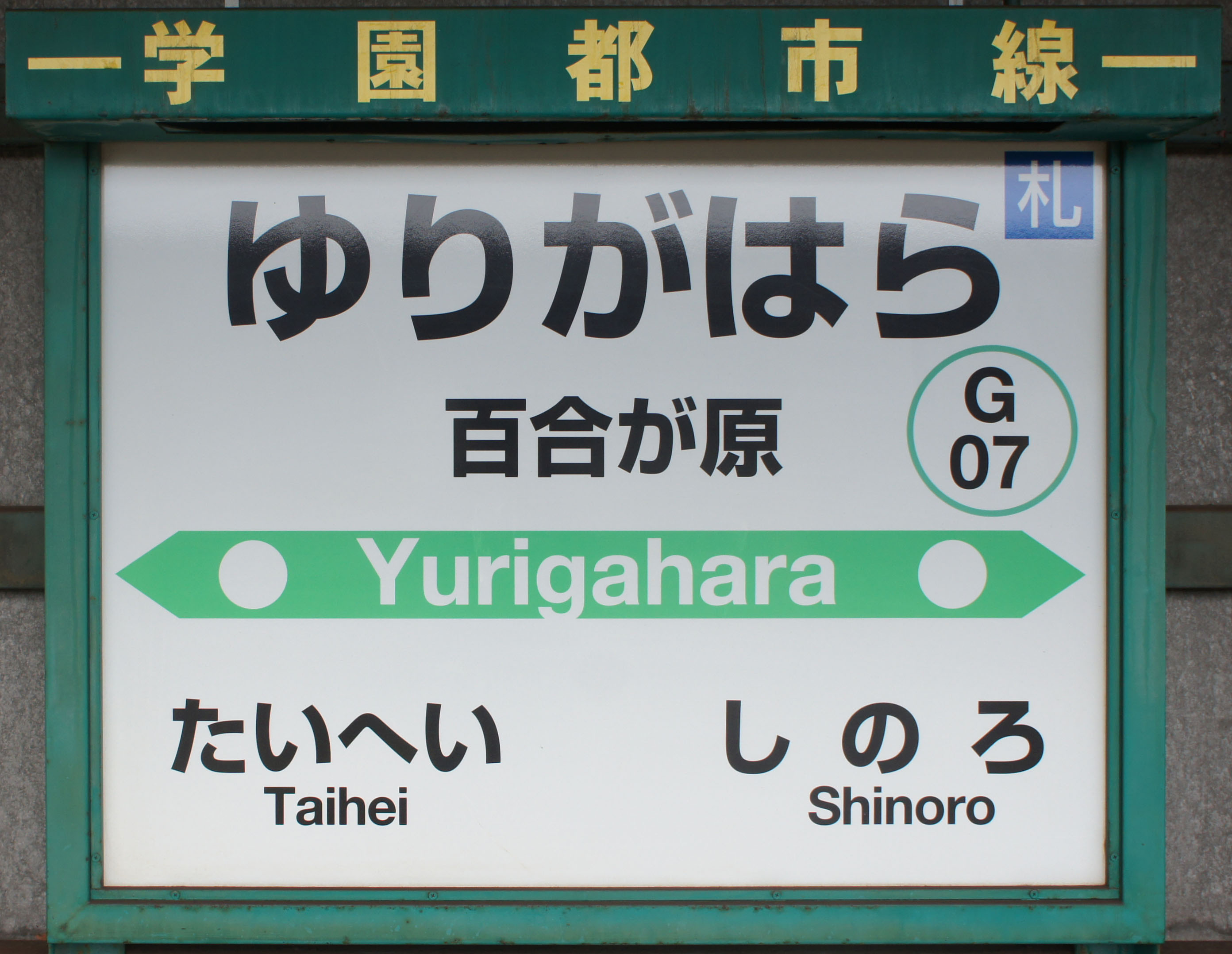
駅名標（2018年10月）

## 利用状況
2022年（令和4年）度の1日平均乗車人員は764人である。これは札幌市内のJR北海道の駅では最も少ない。
近年の1日平均乗車人員の推移は下記のとおりである。
| 年度               | 1日平均 乗車人員 | 出典    |
| ------------------ | ---------------- | ------- |
| 1990年（平成02年） | 366              | [ * 3 ] |
| 1995年（平成07年） | 566              | [ * 3 ] |
| 2000年（平成12年） | 472              | [ * 3 ] |
| 2001年（平成13年） | 480              | [ * 4 ] |
| 2002年（平成14年） | 478              | [ * 5 ] |
| 2003年（平成15年） | 530              | [ * 5 ] |
| 2004年（平成16年） | 530              | [ * 3 ] |
| 2005年（平成17年） | 589              | [ * 3 ] |
| 2006年（平成18年） | 614              | [ * 3 ] |
| 2007年（平成19年） | 621              | [ * 3 ] |
| 2008年（平成20年） | 687              | [ * 3 ] |
| 2009年（平成21年） | 692              | [ * 3 ] |
| 2010年（平成22年） | 675              | [ * 3 ] |
| 2011年（平成23年） | 682              | [ * 3 ] |
| 2012年（平成24年） | 728              | [ * 3 ] |
| 2013年（平成25年） | 780              | [ * 3 ] |
| 2014年（平成26年） | 760              | [ * 3 ] |
| 2015年（平成27年） | 754              | [ * 3 ] |
| 2016年（平成28年） | 779              | [ * 3 ] |
| 2017年（平成29年） | 816              | [ * 3 ] |
| 2018年（平成30年） | 839              | [ * 3 ] |
| 2019年（令和元年） | 860              | [ * 2 ] |
| 2020年（令和02年） | 668              | [ * 6 ] |
| 2021年（令和03年） | 740              | [ * 7 ] |
| 2022年（令和04年） | 764              | [ * 1 ] |

## 駅周辺
西側の太平地区は、1960年代に宅地化された一戸建て中心の住宅街が広がる。また、東側の百合が原地区は主にたまねぎ畑が広がっていたが、1980年代に当駅の開業と前後して宅地化され、主に低層集合住宅が広がる。東側に整備されている駅前広場には、バス路線の乗り入れや商業施設はない。
- 国道231号
- 北区太平百合が原まちづくりセンター
- 北警察署太平交番
- 札幌太平郵便局
- 百合が原公園
- 北海道中央バス（札幌北営業所）「百合が原公園前」停留所[10]

## 隣の駅
北海道旅客鉄道（JR北海道）
■札沼線（学園都市線）
太平駅 (G06) - 百合が原駅 (G07) - 篠路駅 (G08)

### 報道発表資料
1. 1 2  『札沼線（学園都市線）の電化について』（PDF）（プレスリリース）北海道旅客鉄道、2009年9月9日。2009年9月14日閲覧。
2. 1 2  『札沼線（学園都市線）の電化開業時期について』（PDF）（プレスリリース）北海道旅客鉄道、2011年10月13日。2011年10月17日閲覧。
3. ↑  『駅番号表示（駅ナンバリング）を実施します』（PDF）（プレスリリース）北海道旅客鉄道、2007年9月12日。オリジナルの2007年9月30日時点におけるアーカイブ。2014年9月6日閲覧。
4. ↑  『Kitacaサービス開始日決定について』（PDF）（プレスリリース）北海道旅客鉄道、2008年9月10日。オリジナルの2008年9月13日時点におけるアーカイブ。2015年1月10日閲覧。
5. ↑  『学園都市線電化開業に伴う電車の投入（第一次）について』（PDF）（プレスリリース）北海道旅客鉄道、2012年3月14日。2014年7月21日閲覧。
6. ↑  『平成24年10月ダイヤ改正について』（PDF）（プレスリリース）北海道旅客鉄道、2012年8月3日。2012年8月17日閲覧。